# 長沢東城
長沢東城（ながさわひがしじょう）は、富山県富山市婦中町長沢にあった日本の城。家老屋敷城（かろうやしきじょう）、菅谷砦（すげたにとりで）ともいう。とやま城郭カードNo.63。

## 規模・概要
無常山（標高約120メートル）の山頂に築かれた山城である。比高差は約70メートル。谷を挟んで西には越中国長沢西城がある。長沢西城を「長沢城」、長沢東城を「長沢城の家老の屋敷」とする意見もあるが、どちらかと言えば長沢東城の方が全体的に高い位置にあり、長沢西城には狼煙台があるなど疑問点も残る。なお富山市公式の埋蔵文化財包蔵地地図（インフォマップとやま）では、長沢東城を「家老屋敷城（遺跡番号509）」、長沢西城を「長沢城（遺跡番号510）」とし、菅谷砦を「菅谷城（遺跡番号483）」として東城・西城の北西にある別城と捉えている。
虎口は枡形虎口で、他の遺構とは一線を画している。ちなみに虎口から下ったところには二つの屋敷跡がある。虎口から入って最初の郭が最も大きく東西約50メートル、南北約75メートル。周りを土塁と切岸で防備している。その東には虎口を見張る形で三角状の郭が張り出しており、これを含めて都合7つの郭を有している。

## 歴史
築城者については判然とせず、誰かが長期的に拠点としたという記述も見受けられない。枡形虎口など大手口周辺の堅固な造りから、戦国時代に築かれたのではないかとされている。

## 現在
自然公園に隣接していることもあり、散策路が設けられているなど整備されて、郭ごとに現在位置を示す案内板がある。付近には王塚・千坊山遺跡群（国の史跡）や「北の比叡山」として栄え後には富山藩主の尊崇も集めた各願寺など名所も多い。